# Madeira
Madeira (din portugheză madeira, însemnând lemn) este un arhipelag portughez din Atlanticul de Nord, aflat la vest de Maroc. Insulele Madeira, Porto Santo și trei insule nelocuite (Insulele Desertas), formează împreună cu Ilhas Selvagens (Insulele Sălbatice), Regiunea Autonomă Madeira cu capitala la Funchal. Arhipelagul este situat la aproximativ 580 km de coasta africană, la 860 km de Lisabona, capitala Portugaliei și la 400 de kilometri nord de insulele Canare. Madeira constitutuie o regiune ultraperiferică a Uniunii Europene.

## Istorie
Insulele erau cunoscute în trecut sub numele de Al Aghnam ("Insulele animalelor mici"). În urma unei furtuni în 1418, ajung pe insule navigatorii portughezi João Gonçalves Zarco și Tristão Vaz Teixeira. Insula cea mare, ce poartă acest nume, era inițial acoperită de păduri seculare, care au fost defrișate și arse, pentru a face loc plantațiilor și culturilor de cereale. Gonçalves, care a pus bazele orașului-port Funchal, este înmormântat în catedrala Santa Clara din același oraș. Cristofor Columb a locuit pe insula Porto Santo timp de 12 ani, înainte de a pleca în călătoriile sale istorice peste ocean. Insulele s-au aflat, temporar, sub ocupație engleză în 1801 și între 1802-1814.

## Geografie și climă
Arhipelagul Madeira face parte din Macaronesia, o regiune de orgine vulcanică, alături de insulele Capul Verde, Azore, Selvagens și Canare. Cea mai mare insulă din cadrul arhipelagului, Madeira, cu o suprafață de 741 km², are un relief predominant muntos cu înălțimea maximă de 1861 m (vârful Pico Ruivo). Țărmul nordic este abrupt și sălbatic.
Amplasarea geografică și relieful muntos determină un climat blând, cu temperaturi medii situate între 22 °C vara și 16 °C iarna. Clima subtropicala este favorabila culturilor de viță de vie (cu renumitul vin de Madeira), trestie de zahăr, bananieri, portocali, lămâi.
Funchal, cel mai mare oraș din Madeira, este situat pe coasta sudică a insulei principale, la 32°37'45 de latitudine nordică și 16°55'20 longitudine vestică. Pe lângă capitală mai există alte câteva orașe importante, și anume Porto Santo, Machico, Cámara de Lobos, Santa Cruz das Flores și Santana.
Pădurea de lauri (dafini) "Laurisilva" de pe insula Madeira a fost înscrisă în anul 1999 pe lista patrimoniului cultural și natural mondial al UNESCO.

## Cultură și societate
Insulele din arhipelagul Madeira sunt faimoase pentru vinul de Madeira, precum și pentru vegetația și fructele subtropicale.
Populația de 250.000 de locuitori (conform estimărilor din 1991), de origine portugheză, se ocupă cu agricultura, pescuitul și turismul. Densitatea populației este de 337 loc/km². Portughezii care au colonizat insulele proveneau, în cea mai mare parte, din regiunile Algarve și Miño.

## Orașe principale
- Funchal
- Porto Santo
- Machico
- Santa Cruz
- Câmara de Lobos
- Santana
- Ribeira Brava
- Caniço

## Galerie de imagini

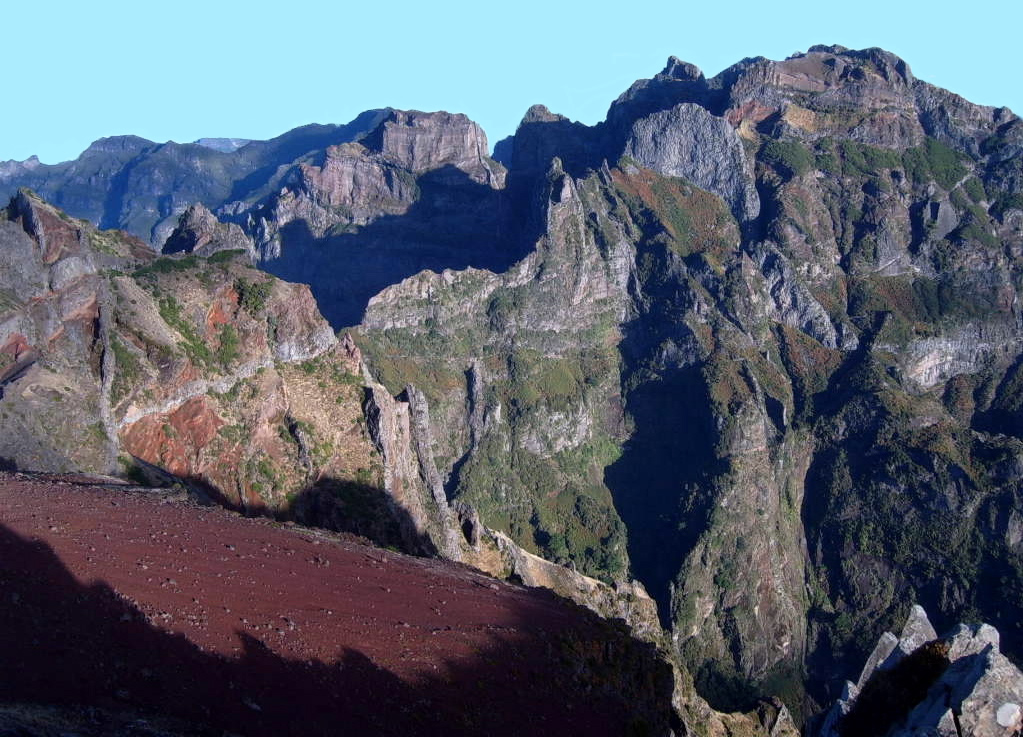
Pico do Arieiro
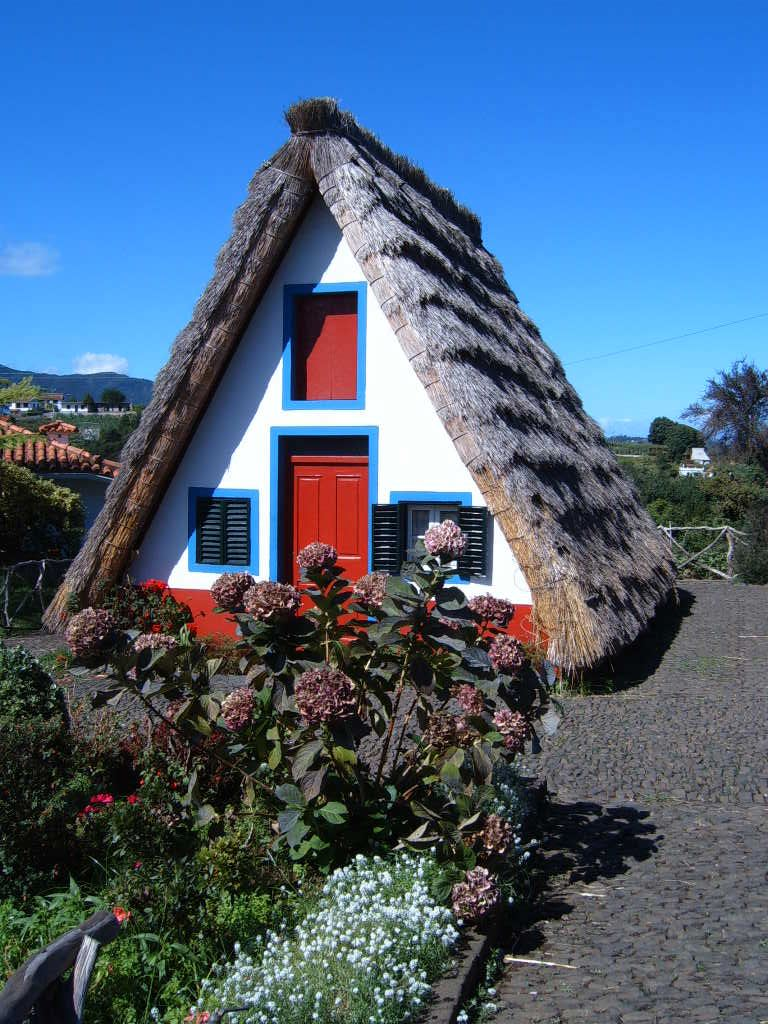
O casă tipică în Santana
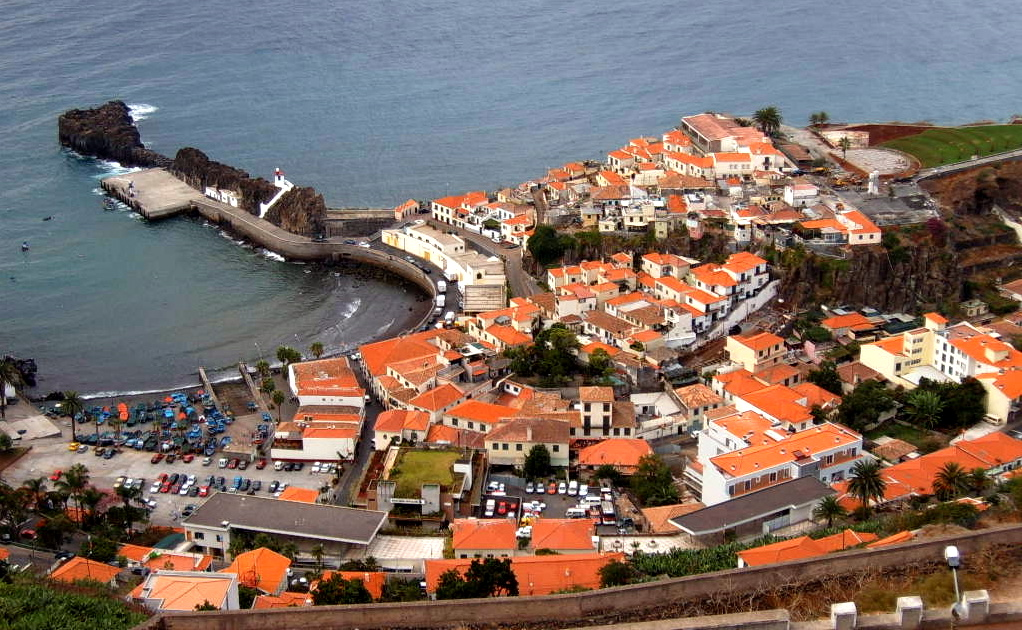
Localitatea Cámara de Lobos
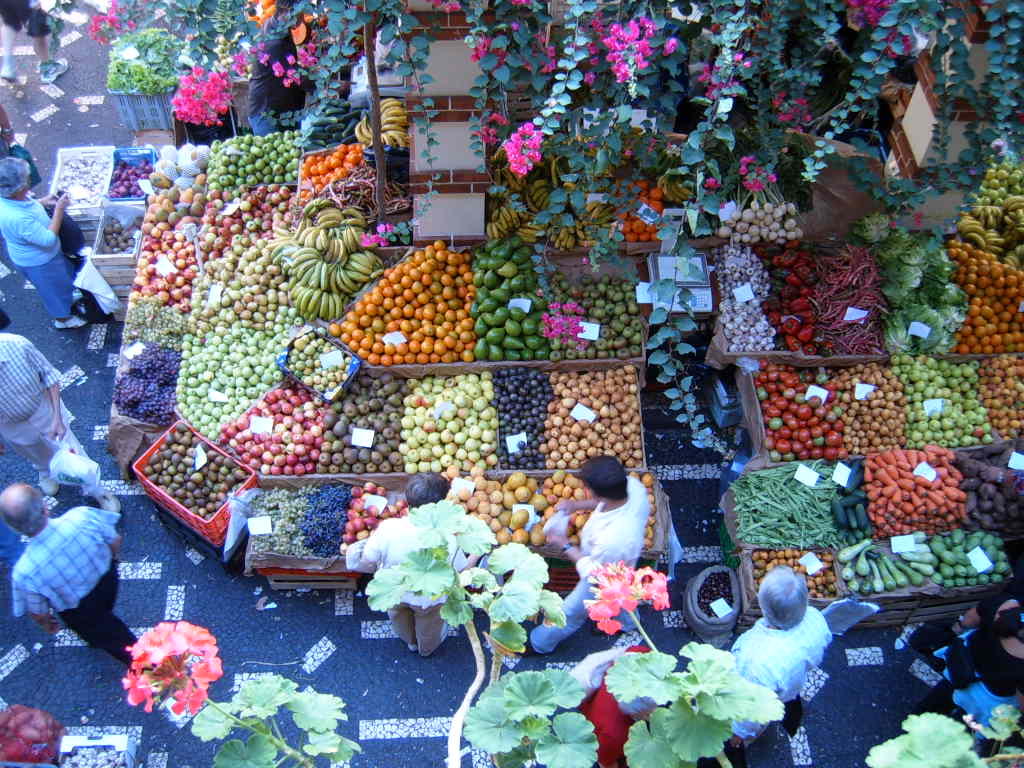
Mercado dos Lavradores în Funchal

## Personalități locale
- Cristiano Ronaldo (n. 5 februarie 1985), fotbalist